# Kozielszczyzna (rejon miński)
Kozielszczyzna (biał. Казельшчына, ros. Козельщина) – wieś na Białorusi, w obwodzie mińskim, w rejonie mińskim, w sielsowiecie Horanie.
W dwudziestoleciu międzywojennym wieś leżała przy granicy polsko-radzieckiej po stronie sowieckiej. Granica przecinała tu szosę Raków – Zasław.